# Micheldever
Micheldever is een civil parish in het bestuurlijke gebied Winchester, in het Engelse graafschap Hampshire met 1387 inwoners.